# Кінгфішер (округ, Оклахома)
Шаблон:StateAbbr_ 35°56′ пн. ш. 97°56′ зх. д. / 35.94° пн. ш. 97.94° зх. д.
Округ Кінгфішер (англ. Kingfisher County) — округ (графство) у штаті Оклахома, США. Ідентифікатор округу 40073.

## Історія
Округ утворений 1890 року.

## Демографія
За даними перепису
2000 року
загальне населення округу становило 13926 осіб, зокрема міського населення було 4096, а сільського — 9830.
Серед мешканців округу чоловіків було 6788, а жінок — 7138. В окрузі було 5247 домогосподарств, 3894 родин, які мешкали в 5879 будинках.
Середній розмір родини становив 3,08.
Віковий розподіл населення поданий у таблиці:
| Стать    | До 15 років | 15-21 | 22-29 | 30-39 | 40-49 | 50-65 | 65-85 | Понад 85 |
| -------- | ----------- | ----- | ----- | ----- | ----- | ----- | ----- | -------- |
| Чоловіки | 1512        | 769   | 558   | 928   | 1115  | 1027  | 792   | 87       |
| Жінки    | 1470        | 733   | 577   | 920   | 1093  | 1085  | 1037  | 223      |

## Суміжні округи
- Гарфілд — північ
- Логан — схід
- Оклахома — південний схід
- Канадіян — південь
- Блейн — захід
- Мейджор — північний захід

## Виноски
1. ↑  U.S. Decennial Census. United States Census Bureau. Архів оригіналу за 26 квітня 2015. Процитовано 21 лютого 2015.
2. ↑  Historical Census Browser. University of Virginia Library. Архів оригіналу за 11 серпня 2012. Процитовано 21 лютого 2015.
3. ↑  Forstall, Richard L., ред. (27 березня 1995). Population of Counties by Decennial Census: 1900 to 1990. United States Census Bureau. Архів оригіналу за 19 лютого 2015. Процитовано 21 лютого 2015.
4. ↑  Census 2000 PHC-T-4. Ranking Tables for Counties: 1990 and 2000 (PDF). United States Census Bureau. 2 квітня 2001. Архів оригіналу (PDF) за 18 грудня 2014. Процитовано 21 лютого 2015.
5. ↑  State & County QuickFacts. United States Census Bureau. Архів оригіналу за 6 червня 2011. Процитовано 26 березня 2015.(англ.) Наведено за англійською вікіпедією.
6. ↑  American FactFinder. Бюро перепису населення США. Архів оригіналу за 29 липня 2011. Процитовано 31 січня 2008.

| США | Це незавершена стаття з географії США. Ви можете допомогти проєкту, виправивши або дописавши її. |